# Gebirah
Na Bíblia Hebraica, Gebirah ( /ɡəbɪərˈɑː/ gə-beer-Ah ; em hebraico:  גְּבִירָה ) é um título atribuído às rainhas-mães de Israel e Judá.

## Descrição
O título significa "[Grande] Senhora", sendo a palavra a contraparte feminina de gəḇir ( גְּבִיר ) 'homem viril, senhor, herói.' No entanto, dado que este título é mais frequentemente atribuído a uma rainha-mãe, os dois tornaram-se sinônimos e, portanto, gəḇirā é mais frequentemente traduzido como tal. Quando romanizado, "gebirah" pode ser usado como substantivo comum ("a gebirah", "o gebirah") ou como nome próprio ("o Gebirah"), como acontece com a maioria dos títulos reais. Embora não esteja presente no Texto Massorético, a forma plural gəḇiroṯ ( גְּבִירוֹת ) é comumente usado por acadêmicos para evitar a troca intrapalavra de "gebirahs".
Alguns estudiosos acreditam que o gebirah detinha grande poder como conselheiro do rei. Em 1 Reis 2,20, Salomão disse a sua mãe Bate-Seba, sentada em um trono à sua direita: “Faça o seu pedido, Mãe, porque não lhe recusarei”. A posição de rainha-mãe era um privilégio da mais alta honra. Era a autoridade máxima para uma mulher em Israel ou Judá. A única vez que uma mulher ocupou um cargo superior foi no caso de Atalia, que usurpou o trono de Judá.
Para complicar ainda mais as coisas, a palavra gəḇereṯ ( גְּבֶרֶת; também גְּבִרְת gəḇirət e גְבָרֶת gəḇāreṯ, que significa 'senhora', 'amante' ou 'rainha') ocorre nove vezes no Texto Massorético. Em comparação, gəḇīrā ocorre apenas seis vezes. Os estudiosos geralmente assumem uma de duas posturas com gəḇereṯ : ou classificando-o como uma variação aceitável da palavra gəḇirā dentro do ketiv (apresentando um qere comum), ou optando por uma separação distinta das duas palavras, apesar de seus significados convergentes.

## No Cristianismo
William G. Most, um autor católico, vê na gebirah um tipo de Maria. 